# Радченко Сергій (актор)
Сергій Радченко (нар. 12 лютого 1980, Прилуки, Чернігівська область, УРСР, СРСР) — український актор театру та кіно.

## Життєпис
Народився 12 лютого 1980 року в місті Прилуки Чернігівської області. У Прилуках закінчив гімназію № 5 та агротехнічний коледж, у якому грав у студентському театрі.
1998 року вступив у Київський національний університет театру, кіно і телебачення ім. І. К. Карпенка-Карого, який закінчив 2003 році.
На телебаченні дебютував у 2005 році, виконав невелику роль у ситкомі «Леся + Рома».
Кінодебют відбувся у 2009 році в російській стрічці «В Париж!».
Був актором київського театру «New Stage», нині — актор Українського малого драматичного театру.
У 2018 році був членом журі фестивалю українського аматорського театру «День Театру».

## Театральні ролі
- «Force Play» Маріо Фратті, режисер-постановник: Марія Степанюк, роль — Джозеф, поліціянт[4]

## Фільмографія
| Рік  |    | Українська назва              | Оригінальна назва             | Роль                        |
| ---- | -- | ----------------------------- | ----------------------------- | --------------------------- |
| 2019 | с  | На твоєму боці                | На твоей стороне              | епізодична роль             |
| 2019 | с  | Замок на піску                | Замок на песке                | Віталій                     |
| 2019 | с  | Чуже життя                    | Чужая жизнь                   | епізодична роль             |
| 2018 | с  | На самій межі                 | На самой грани                | Фомін                       |
| 2018 | с  | Сьомий гість                  | Седьмой гость                 | Кирило Колосов              |
| 2018 | с  | Повернення до себе            | Возвращение к себе            | Сергєєв                     |
| 2018 | с  | Дві матері                    | Две матери                    | лікар                       |
| 2018 | с  | Інший                         | Другой                        | епізодична роль             |
| 2018 | с  | Відьма                        | Ведьма                        | Артур                       |
| 2018 | с  | Відчинене вікно               | Открытое окно                 | Костя Холодов               |
| 2018 | с  | За законами воєнного часу-2   | По законам военного времени-2 | Тарас Константинов          |
| 2018 | с  | Перший раз пробачається       | Первый раз прощается          | Костя                       |
| 2018 | с  | Чужі рідні                    | Чужие родные                  | Хромченков, оперативник     |
| 2018 | с  | Ти моя кохана                 | Ты моя любимая                | Лабухін                     |
| 2018 | с  | Утікачка                      | Беглянка                      | Таранець                    |
| 2017 | с  | Термін давності               | Срок давности                 | Антон Шаталов               |
| 2017 | с  | Веселка в небі                | Радуга в небе                 | товариш Максима             |
| 2017 | с  | Догори дриґом                 |                               | епізодична роль             |
| 2017 | с  | Перехрестя                    | Перекрёстки                   | Михайло                     |
| 2016 | с  | Заміж після всіх              | Замуж после всех              | Андрій Зайцев               |
| 2016 | с  | Провідниця                    | Проводница                    | Максим, вчитель             |
| 2016 | с  | Хазяйка                       | Хозяйка                       | Олександр Хмелевський       |
| 2016 | с  | Друге дихання                 | Второе дыхание                | Сергій Філенко              |
| 2016 | с  | Випадкових зустрічей не буває | Случайных встреч не бывает    | Роман Шилов                 |
| 2016 | с  | Два життя                     | Две жизни                     | Андрій Бурков               |
| 2015 | ф  | Незламна                      | Битва за Севастополь          | Красавченко                 |
| 2015 | кф | Повернися                     | Вернись                       | Він                         |
| 2015 | с  | Гречанка                      | Гречанка                      | Віктор                      |
| 2014 | с  | Перелітні птахи               | Перелётные птицы              | Маслов, поліціянт           |
| 2013 | с  | Пристрасті за Чапаєм          | Страсти по Чапаю              | Аполлон Фунтіков, кондуктор |
| 2012 | ф  | П'ять років та один день      | Пять лет и один день          | Андрій                      |
| 2012 | ф  | Мільйонер                     | Миллионер                     | Чарльз, банкір              |
| 2011 | кф | День 7305                     |                               |                             |
| 2011 | с  | Я тебе ніколи не забуду       | Я тебя никогда не забуду      | Плужніков, слідчий          |
| 2010 | с  | Повернення Мухтара-6          | Возвращение Мухтара-6         | Максим, байкер              |
| 2010 | с  | Паршиві вівці                 | Паршивые овцы                 | Хлопов                      |
| 2010 | с  | Мисливці за караванами        | Охотники за караванами        | замполіт                    |
| 2009 | ф  | В Париж!                      | В Париж!                      | слідчий                     |
| 2005 | с  | Леся+Рома                     |                               | епізодична роль             |